# Những cuộc chinh phạt của Alexandros Đại Đế
Những cuộc chiến tranh của Alexandros Đại Đế là một loạt các cuộc chinh phục vũ lực của vua Macedonia Alexandros III ("Đại Đế"), đầu tiên chạm trán với nước Ba Tư hùng mạnh của vua Darius III, và sau đó chống nhau với các vị thủ lĩnh địa phương và các lãnh chúa xa tới tận phía Đông miền Punjab, Ấn Độ. Alexandros được coi là một trong những nhà quân sự tài ba nhất mọi thời đại và là một trong số ít tướng lĩnh chưa bao giờ thua trận trong suốt sự nghiệp cầm quân. Cho tới khi ông ta qua đời, Alexandros đã chinh phục hầu hết cả thế giới theo quan niệm của người Hy Lạp cổ đại..
Alexandros lên nắm vương trượng Macedonia sau khi vua cha Philippos II, người đã thống nhất  hầu hết các thành bang Hy Lạp dưới quyền bá chủ của Macedonia trong Liên minh Corinth, bị ám sát. Sau khi tái lập trật tự qua việc đàn áp đẫm máu cuộc nổi dậy của các thành bang ở miền Nam Hy Lạp và đánh bại các nước láng giềng ở phía bắc Macedonia, Alexandros đem một lực lượng mạnh đi xâm lược Ba Tư, đánh thắng các đội quân hùng hậu của vương triều Achaemenes và lần lượt xâm chiếm các lãnh địa của Ba Tư ở Tiểu Á, Syria, Phoenicia, Judea, Gaza, Ai Cập, Bactria và Lưỡng Hà. Sau khi lật đổ vương triều Achaemenes, Alexandros đã mở rộng biên giới ra tới tận vùng Ngũ Hà của Ấn Độ. Tại đây quân của ông gặp nhiều tổn thất nhưng đã chiến thắng người Ấn trong trận sông Hydaspes (326 trước Công Nguyên).
Trước khi ông ta chết, Alexandros đã dự định thôn tính bán đảo Ả Rập nhằm mở rộng thương mại, sau đó tiến quân sang phía tây xâm lược Carthage, La Mã và bán đảo Tây-Bồ. Tuy nhiên, sau khi ông mất sớm, các đại tướng của Alexandros đã lặng lẽ hủy bỏ những kế hoạch hoành tráng này. Thay vào đó, trong vòng một vài năm sau khi Alexandros chết, các tướng soái hàng đầu của Alexandros tranh đoạt quyền thừa kế đế quốc với nhau và mở ra một cuộc chiến tranh sứ quân ác liệt kéo dài suốt 40 năm.

## Bối cảnh

Lãnh thổ Macedonia năm 336 trước Công nguyên.

Alexandros III sinh năm 356 trước Công nguyên, là con của vua Macedonia Philippos III và vương hậu Olympias. Ngay từ năm 16 tuổi tức năm 340 trước Công Nguyên, khi phụ vương đi xâm lược thành Byzantium, Alexandros thay cha trị nước và dần dần học hỏi kỹ năng quân sự. Trong trận Chaeronea vào năm 338 trước Công Nguyên, ông chỉ huy cánh trái của kỵ binh Macedonia đánh tan liên quân Thebes - Athena. Năm 336 trước Công nguyên, trong lúc Philippos II tham dự đám cưới của công chúa Cleopatra với anh vợ ông ta là Alexandros I xứ Ipiros ở Aegae, Philippos bị viên chỉ huy quân túc vệ Pausanias hành thích. Alexandros được quân đội và tầng lớp quý tộc tấn phong làm vua Macedonia.
Hay tin Philippos II bị ám sát, nhiều chư hầu lập tức nổi dậy chống ách bá quyền của Macedonia, bao gồm Thebes, Athena, miền Thessaly và các bộ tộc Thracia trên hướng bắc vương quốc. Mặc dù các mưu sĩ khuyên Alexandros tiến hành thương thuyết, ông vua trẻ này đã quyết tâm phải đàn áp cuộc nổi dậy bằng vũ lực. Alexandros thân chinh mang 3 nghìn kỵ binh tinh nhuệ Macedonia tiến xuống phía nam tiễu trừ dân Thessaly. Thấy doanh trại của dân Thessalia nằm giữa giữa núi Olympus và núi Ossa, Alexandros đi vòng qua núi Ossa và đánh tập hậu đối phương. Người Thessalia thua trận, phải đầu hàng và bị Alexandros cưỡng bách vào lực lượng kỵ binh của mình. Sau đó quân Macedonia tiến xuống tấn công bán đảo Peloponnese.
Đội quân của Alexandros dừng chần ở Thermopylae, nơi người dân tộc Hy Lạp tôn xưng ông ta làm thủ lĩnh Liên minh các bộ tộc Hy Lạp, sau đó đánh vào thành phố Corinth. Thành Athena cầu hòa và Alexandros tuyên bố ân xá bất cứ ai tham gia cuộc nổi dậy. Tại Corinth, Alexandros được tôn làm minh chủ của các lực lượng Hy Lạp chống người Ba Tư ở Tây Nam Á. Cùng lúc đó Alexandros nhận tin các bộ tộc Thrace đang khởi loạn ở phương bắc.

## Chiến dịch Balkan của Alexanros
Trước khi xâm lược Tây Nam Á, Alexandros nhận định cần phải giữ yên biên giới phía bắc và vào mùa xuân năm 335 trước Công nguyên, ông ta tổ chức đánh dẹp các cuộc nổi dậy của dân Illyria và Triballi ở Thrace. Quân Macedonia đã tấn công và đánh bại một nhóm quân Thrace án ngữ trên núi Haemus. Sau đó, quân Triballi tung một đòn đột kích vào hậu quân Macedonia nhưng bị đẩy lui. Tiếp theo đó Alexandros dẫn quân tới sông Danube đặng tiễu trừ dân Getae bên kia sông. Quân Getae nhanh chóng bị kỵ binh Macedonia đập tan và phải rút khỏi toàn bộ thị trấn của mình.. Nhưng ngay sau đó, Alexandros được tin vua Illyria là Cleitos và vua Taulanti là Glaukias đã công khai nổi dậy chống Macedonia. Alexandros lần lượt đánh bại quân của hai vua này và xác lập quyền kiểm soát tuyệt đối của người Macedonia trên biên giới phía bắc.
Trong khi Alexandros đang chinh chiến ở phương bắc, người Thebes và Athena lại nổi dậy một lần nữa. Alexandros lập tức đưa quân đến đánh dẹp. Trong khi các đồng minh của họ tỏ ra do dự, dân Thebes quyết định xây dựng một lực lượng quân sự mạnh chống cự với địch. Tuy nhiên, quân Macedonia một lần nữa chiến thắng. Alexandros cho san phẳng thành phố Thebes, giết hại vô số cư dân và tổ chức cho các thành phố khác của Boetia phan chia Thebes Kết cục bi thảm của Thebes làm cho người Athena hoảng sợ và toàn bộ Hy Lạp không còn ai dám chống lại Alexandros. Vua Macedonia ca khúc khải hoàn về thủ đô Pella vào tháng 10 năm 335 trước Công Nguyên, và từ đây ông ta chuẩn bị xâm lăng vùng Tây Nam Á.

## Cuộc chinh phục Ba Tư

### Tiểu Á
Vào năm 335 trước Công Nguyên, Alexandros đã vượt qua Hellespont tiến vào Tây Nam Á. Mặc dù phải mất hơn một trăm tàu triremes (thuyền chiến với nhiều mái chèo) để vận chuyển toàn bộ quân đội Macedonia, Ba Tư đã quyết định bỏ qua sự di chuyển này. Nếu Darius cố gắng để ngăn chặn việc chuyển quân này, ông cũng có thể có thể chấm dứt chiến tranh trước khi nó bắt đầu. Người Ba Tư, những người không bao giờ biết đến chiến lược mà thay vào đó thường dựa vào số lượng áp đảo. Alexandros tin rằng Darius, người vốn được biết đến bao quanh mình với những hoạn quan và thê thiếp, là một người đàn ông yếu kém. Nếu Darius đã quyết định sử dụng toàn bộ quân đội của ông để đánh bại Alexandros, ông cũng có thể có được khả năng ngăn chặn Alexandros. Khi Alexandros tiến quân thông qua Tiểu Á (Thổ Nhĩ Kỳ), ông đã giải phóng một số thị trấn Hy Lạp đã bị đặt dưới ách thống trị của Ba Tư.

### Trận sông Granicus

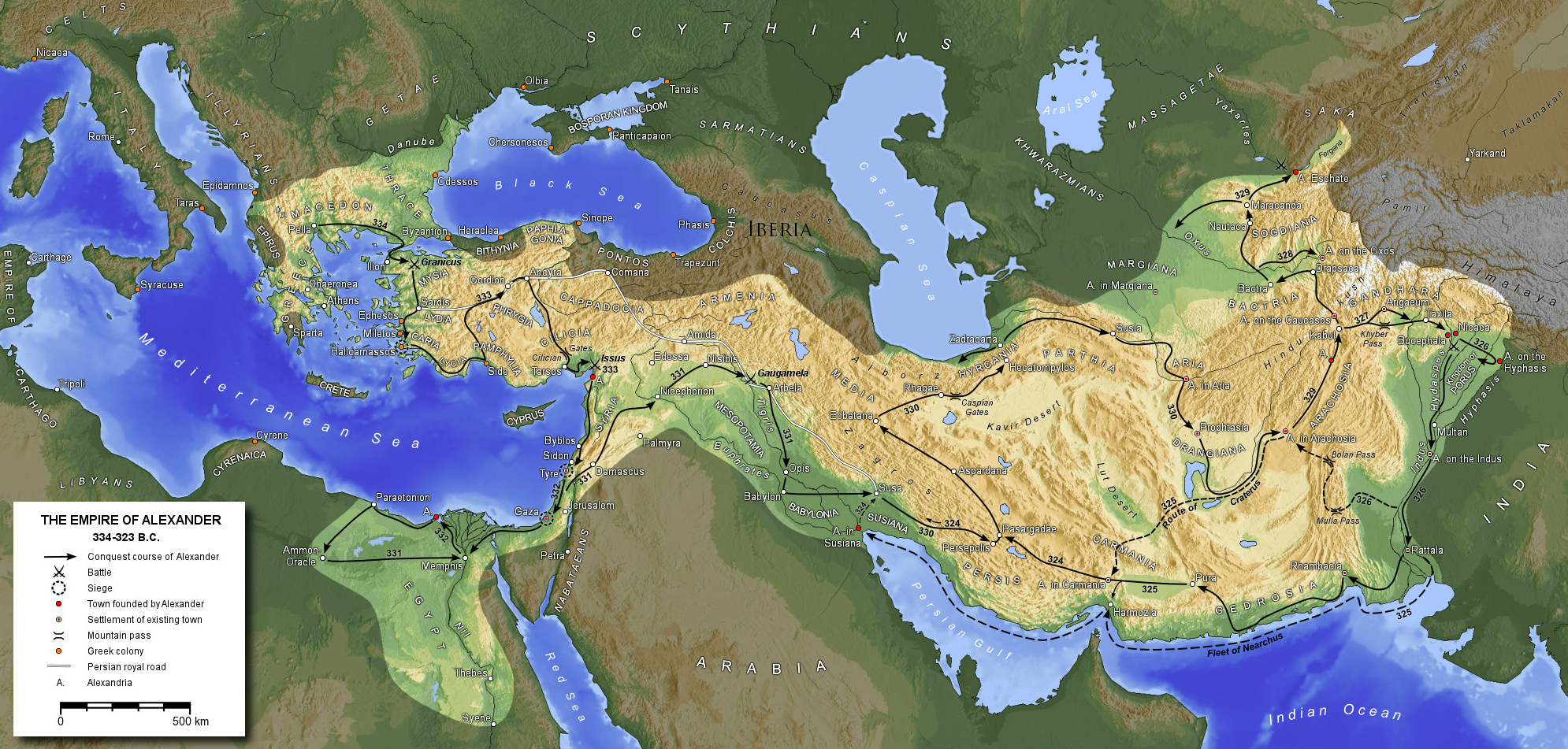
Bản đồ những vùng đất thuộc Đế quốc của Alexander.

Trận sông Granicus xảy ra vào tháng 5 năm 334 trước Công nguyên ở Tây Bắc Tiểu Á (Thổ Nhĩ Kỳ ngày nay), gần di tích lịch sử Troia. Sau khi vượt qua eo Hellespont, Alexandros Đại Đế tiến quân theo con đường đến phủ Tổng trấn của xứ Phrygia. Các quan Tổng trấn khác nhau của đế quốc Ba Tư đã tập hợp lực lượng của họ tại thị trấn Zelea và tham gia vào trận chiến trên bờ sông Granicus.
Arrian, Diodorus, và Plutarch đều đề cập đến trận chiến, trong đó Arrian ghi chép chi tiết nhất. Người Ba Tư đặt kỵ binh của họ ở phía trước bộ binh, và đã bố trí ở bờ(phía đông) bên phải của con sông. Hàng ngũ quân Macedonia đã dàn trận với đội hình Phalanx nặng ở giữa, và kỵ binh ở hai bên. Người Ba Tư dự kiến rằng hướng tấn công chính sẽ đến từ vị trí của Alexandros và di chuyển các đơn vị từ trung tâm của họ tới bên sườn.

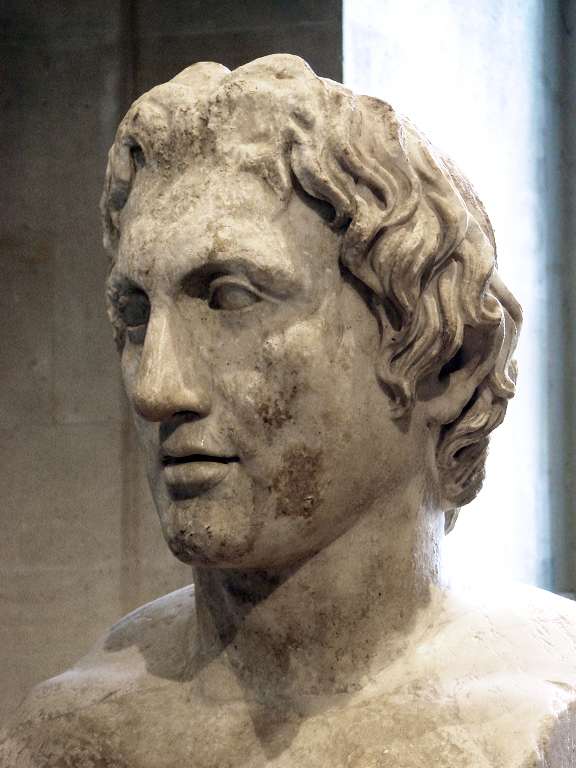
Bust of Alexander (Roman copy of a 330 TCN statue by Lysippus, Louvre Museum). According to Diodorus, the Alexander sculptures by Lysippus were the most faithful.

Vị phó tổng tư lệnh của Alexanderos, Parmenion, đã đề nghị vượt thượng nguồn con sông và tấn công vào lúc bình minh ngày hôm sau, nhưng Alexandros quyết định tấn công ngay lập tức. Chiến thuật này khiến người Ba Tư mất cảnh giác. Trận chiến bắt đầu với một đội kỵ binh và bộ binh nhẹ tấn công từ bên cánh trái Macedonia, vì vậy người Ba Tư đã củng cố mặt đó rất nhiều. Tuy nhiên, vào thời điểm này, Alexandros dẫn đầu những chiến hữu kị binh của mình trong đội hình mũi nhọn đột kích cổ điển, và phá vỡ trung tâm của hàng ngũ quân Ba Tư. Một số quý tộc cấp cao Ba Tư đã bị giết bởi bản thân Alexandros hoặc cận vệ của ông, mặc dù Alexandros đã choáng váng bởi một cú đánh bằng rìu từ một nhà quý tộc Ba Tư tên là Spithridates. Alexandros được cứu sống khi Cleitos Đen giết Spithridates. Ngựa của Alexandros cũng đã bị giết chết nhưng không phải là con Bucephalos yêu quý của ông, có thể ông đã không có thời gian để cưỡi nó, hoặc vì Bucephalos đã khập khiễng hoặc vì Alexandros tin rằng trận chiến này là quá nguy hiểm cho Bucephalos. Lực lượng kỵ binh Macedonia đã chọc thủng một lỗ trong hàng ngũ quân Ba Tư, và bộ binh Macedonia đã đột kích thông qua đó để tấn công lực lượng bộ binh yếu kém của Ba Tư ở phía sau. Lúc này, và với nhiều vị chỉ huy của họ đã chết, kị binh cả hai bên sườn của quân Ba Tư đã rút lui, và bộ binh đã bị bỏ rơi khi nó chạy trốn.

## Alexandros củng cố sự ủng hộ ông ở Tiểu Á
Sau trận chiến, Alexandros đã chôn người chết (cả người Hy Lạp và Ba Tư), và gửi những lính đánh thuê Hy Lạp bị bắt trở lại Hy Lạp để làm việc trong các mỏ, như một bài học khốn khổ cho bất kỳ người Hy Lạp nào, đã quyết định chiến đấu cho người Ba Tư. Ông ta đã gửi một số chiến lợi phẩm trở lại Hy Lạp, bao gồm 300 panoplies trở lại Athens và được dành riêng trong đền Parthenon với dòng chữ "Alexandros, con trai của Philippos và người Hy Lạp, ngoại trừ người Lacedaemonia (Spartan), các chiến lợi phẩm từ những kẻ man rợ những kẻ sống ở châu Á "
Antipatros, người mà Alexandros đã để lại quản lý Macedon trong khi ông vắng mặt, đã được rảnh tay để cài đặt các nhà độc tài và bạo chúa ở bất cứ nơi nào ông thấy phù hợp nhằm giảm thiểu nguy cơ của một cuộc nổi loạn. Tuy nhiên, khi ông tiến sâu hơn vào Ba Tư, mối đe dọa về những rắc rối dường như đã tăng lên.